# 吉備津站
吉備津站（日语：／ Kibitsu eki */?）是位於岡山縣岡山市北區吉備津，屬於西日本旅客鐵道（JR西日本）的吉備線（桃太郎線）車站。車站編號為JR-U05。

## 歷史
- 1904年（明治37年）11月15日 - 中國鐵道（日语：中鉄バス）吉備線開通，此站啟用。
  - 當時車站地址是岡山縣吉備郡真金村（日语：吉備津）。
- 1929年（昭和4年）8月1日 - 隨著實施町制，車站地址變為岡山縣吉備郡真金町（日语：吉備津）。
- 1944年（昭和19年）6月1日 - 中國鐵道的鐵路部門被國有化，成為國有鐵道吉備線車站。
- 1960年（昭和35年）4月1日 - 真金町編入至高松町（日语：高松地域 (岡山市)）（第二次），車站地址變為岡山縣吉備郡高松町吉備津（日语：吉備津）。
- 1971年（昭和46年）
  - 1月8日 - 高松町編入至岡山市，車站地址變為岡山縣岡山市吉備津。
  - 11月1日 - 成為無人車站（簡易委託）。
- 1987年（昭和62年）4月1日 - 伴隨國鐵分割民營化，車站由西日本旅客鐵道（JR西日本）營運。
- 2007年（平成19年）
  - 7月15日 - 設置可支援ICOCA的簡易型自動閘機。
  - 9月1日 - 此站可使用IC卡「ICOCA」。
- 2009年（平成21年）4月1日 - 隨著岡山市成為政令指定都市，車站地址變為岡山縣岡山市北區吉備津。

## 車站構造
本站是地面車站，設有2面2線的相對式月台，可進行列車交會。兩月台之間設有站內平交道連接。站房位於總社方向月台側，站內則設有簡易自動閘機和自動售票機。
此站是由岡山站管理的無人車站（但是，於年尾年頭時期會臨時設有車站職員當值），可使用ICOCA與其可互相使用的IC卡。

### 月台
| 月台 | 路線     | 上下行 | 方向               |
| ---- | -------- | ------ | ------------------ |
| 1    | 桃太郎線 | 上行   | 岡山方向           |
| 2    | 桃太郎線 | 下行   | 備中高松、總社方向 |

- 在上述的路線名稱中，採用了乘客資訊上稱呼的（愛稱）名字。
- 長久以來此站沒有編排月台編號，在制定路線愛稱後編排月台編號。於車站大樓一方（下行）為2號月台。

## 使用狀況
以下為近年1日平均乘車人次列表：
| 乘車人次變化 | 乘車人次變化    |
| 年度         | 1日平均乘車人次 |
| ------------ | --------------- |
| 1999         | 585             |
| 2000         | 595             |
| 2001         | 576             |
| 2002         | 533             |
| 2003         | 578             |
| 2004         | 576             |
| 2005         | 598             |
| 2006         | 580             |
| 2007         | 587             |
| 2008         | 586             |
| 2009         | 577             |
| 2010         | 579             |
| 2011         | 566             |
| 2012         | 571             |
| 2013         | 560             |
| 2014         | 555             |
| 2015         | 578             |
| 2016         | 592             |
| 2017         | 602             |
| 2018         | 607             |

## 車站周邊
- 吉備津神社
- 真金一里塚（日语：真金一里塚）
- 榮西禪師誕生地
- 岡山吉備津郵局
- 岡山市立鯉山小學（日语：岡山市立鯉山小学校）
- 番茄銀行吉備津分店
- 國道180號（日语：国道180号）
- 岡山縣道270號清音真金線（日语：岡山県道270号清音真金線）
- 岡山縣道389號吉備津松島線（日语：岡山県道389号吉備津松島線）
- 天滿屋（日语：天満屋）Happy吉備津店
- Cerema（日语：セレマ (冠婚葬祭)）株式會社吉備津城市會堂
- 順天堂（日语：ジュンテンドー）吉備津店

## 相鄰車站
西日本旅客鐵道（JR西日本）
 桃太郎線（吉備線）
備前一宮（JR-U04）－吉備津（JR-U05）－備中高松（JR-U06）

## 注腳
1. ↑  岡山縣統計年報

## 外部連結
- 吉備津｜車站資訊：JR出門網 - 西日本旅客鐵道（日語）